# Drake & Josh: Talent Showdown
Drake & Josh: Talent Showdown é o segundo videogame baseado na série da Nickelodeon Drake & Josh. O jogo tem múltiplos reviews.

## História
Drake e Josh ganham o infame show de talentos "Teen American Talent", evitando sabotagens de outros concorrentes e aperfeiçoando suas músicas. O jogo permite ao jogador interagir com todos os seus personagens favoritos da série de TV, incluindo Drake, Josh e Megan. Segredos e bônus podem ser destravados no jogo para DS, ligando-a com a versão para Game Boy Advance.